# Детково (Верхнеландеховский район)
Детково — деревня в Верхнеландеховском районе Ивановской области России. Входит в состав Кромского сельского поселения.

## География
Деревня находится в восточной части Ивановской области, в зоне хвойно-широколиственных лесов, в пределах Московской возвышенности, на левом берегу реки Таех, к западу от автодороги 24Н-302, на расстоянии примерно 11 километров (по прямой) к юго-западу от посёлка городского типа Верхний Ландех, административного центра района. Абсолютная высота — 110 метров над уровнем моря.

### Климат
Климат характеризуется как умеренно континентальный, с холодной многоснежной зимой и умеренно жарким летом. Средняя температура воздуха самого холодного месяца (января) — −11,6 °C (абсолютный минимум — −47 °C); самого тёплого месяца (июля) — 17,7 °C (абсолютный максимум — 38 °C). Продолжительность безморозного периода составляет около 131 дня. Годовое количество атмосферных осадков составляет 540—815 мм, из которых большая часть выпадает в тёплый период. Для ветрового режима характерно преобладание юго-западных, западных и южных ветров.

### Часовой пояс
Деревня Детково, как и вся Ивановская область, находится в часовой зоне МСК (московское время). Смещение применяемого времени относительно UTC составляет +3:00.

## Население
| 1859 | 1905 | 2010 |
| ---- | ---- | ---- |
| 142  | ↗179 | ↘9   |

### Национальный состав
Согласно результатам переписи 2002 года, в национальной структуре населения русские составляли 100 % из 16 чел.